# Paullinia apoda
Paullinia apoda är en kinesträdsväxtart som beskrevs av L. Radlk.. Paullinia apoda ingår i släktet Paullinia och familjen kinesträdsväxter. Inga underarter finns listade i Catalogue of Life.